# ストレプトアビジン
ストレプトアビジン（Streptavidin）はストレプトマイセスの一種Streptomyces avidinii により作られるタンパク質であり、性質はアビジンとよく似ている。研究・検査用に利用されている。
アビジンと同様に、ビオチンを非常に強く結合する特性がある。解離定数（Kd）は約10-15 mol/Lで、非共有結合の中では最も強い部類に属す。分子量53,000ダルトン（アビジンより少し小さい）の4量体を形成し、各モノマーがビオチン1分子を結合する。
一方、アビジンとは次のような違いがある。変性により解離するが、ストレプトアビジンの方が変性に強い。アビジンにはついている糖鎖がなく、水溶性が低い。また等電点は弱酸性または中性（アビジンは塩基性）である。これらにより非特異的結合が少ないという利点があり、アビジンよりも多く利用されている。
なお以上の欠点を改良する目的で、糖鎖を除去したアビジン（NeutrAvidin）も使われている。

## 構造

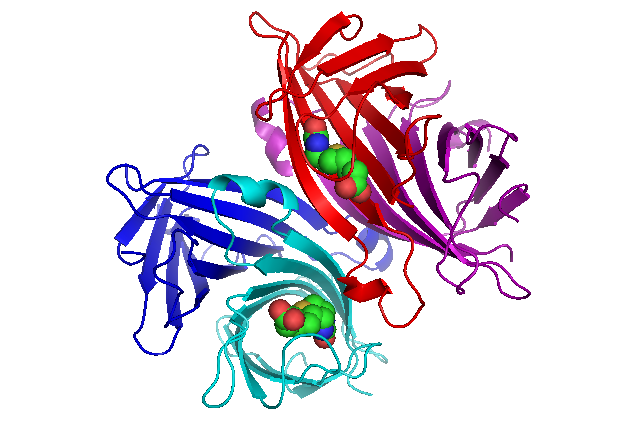
結合した2分子のビオチンとストレプトアビジンの四量体構造

ストレプトアビジンとビオチンの共結晶構造は1989年に2つのグループによって報告された。コロンビア大学のHendricksonらは多波長異常分散法を用いて、E. I. デュポン中央研究開発部のWeberらは多重同形置換法を用いて構造を解いた。2017年5月現在、蛋白質構造データバンクには170の構造が登録されている。全長タンパク質のN末端およびC末端の159残基は切断され、より短い「コア」ストレプトアビジンが生成する（大抵は13番目から139番目の残基）。N末端およびC末端に除去は高いビオチン結合親和性に必須である。ストレプトアビジン単量体の二次構造は8つの逆平行βストランドから構成され、これらは折り畳まれて逆平行βバレル三次構造を取る。ビオチン結合部位はそれぞれのβバレルの一方の端に位置する。4個の同じストレプトアビジン単量体（すなわち4個の同一のβバレル）は会合し、ストレプトアビジンの四量体四次構造となる。それぞれのバレル中のビオチン結合部位はバレルの内側の残基と隣りのサブユニットの保存されたTrp120残基から成る。このようにして、それぞれのサブユニットは隣りのサブユニット上の結合部位に寄与し、そのため四量体は機能性二量体の二量体と見なすこともできる。

## ビオチンへの高い親和性の起源
多数のストレプトアビジン-ビオチン複合体の結晶構造は、並外れた親和性の起源の解明に役立ってきた。第一に、結合部位とビオチンとの間には高い形状相補性が存在する。第二に、ビオチンが結合部位中に存在する時には大規模な水素結合ネットワークが存在する。結合部位中の残基から直接的に作られる水素結合が8本（いわゆる水素結合の「第一殻」）存在する（Asn23、Tyr43、Ser27、Ser45、Asn49、Ser88、Thr90、Asp128が関与）。また、第一殻残基と相互作用する残基が関与する水素結合の「第二殻」も存在する。しかし、ストレプトアビジンとビオチンの親和性は水素結合相互作用だけから予測されるものを超えており、高い親和性に寄与する別の機構の存在が示唆されている。ビオチン結合ポケットは疎水性であり、このポケット中にビオチンが存在する時には数多くのファンデルワールス力を介した接触と疎水性相互作用が存在する。これが高い親和性の主な原因であるとも考えられている。具体的には、ポケットには保存されたトリプトファン残基が並んでいる。最後に、βストランド3と4を繋ぐ柔軟なループ（L3/4）の安定化がビオチンの結合に付随して起こる。このループは結合したビオチンを覆って閉じ、結合ポケットの蓋のように働き、極めて遅いビオチンの解離速度の一因となる。
ストレプトアビジンに変異を入れるとほとんどの場合、ビオチンに対する結合親和性が低下する。これはこのような高度に最適化された形では予期されることである。しかしながら、traptavidinと命名されたストレプトアビジンの改変変異体は、より高い熱安定性と力学的安定性に加えて、ビオチン解離速度が10倍以上遅いことが明らかにされた。この解離速度の低下に付随して、会合速度の2倍の低下も起こった。

## 利用
特定分子の検出、固定化、単離などに広く用いられる。例えば、DNA断片や抗体をビオチンで標識しておくと、これらはそれぞれ相補的なDNA・RNA配列、および対応する抗原分子を標的として結合する性質がある。また、ストレプトアビジンに色素または色素を生成する酵素を結合しておき、これを既に標的と結合したDNAまたは抗体と反応させることで、標的の可視的な検出あるいは定量ができる。これはブロッティング（ノーザン・サザン・ウェスタンの各方法）やELISAに応用される。
ストレプトアビジンを固定化しておけば、ビオチン標識した分子を固定化できる。これは標的分子の分離（アフィニティクロマトグラフィー等）にも応用される。

## アビジンとの比較
ストレプトアビジンは高い親和性でビオチンに結合できる唯一のタンパク質ではない。有名なビオチン結合タンパク質としてアビジンがある。元々卵白から単離されたアビジンは、ストレプトアビジンとわずか30%の配列相同性しか持たないが、二次、三次、四次構造はほぼ同一である。アビジンはビオチンにより高い親和性（Kd ~ 10−15M）を示すが、ストレプトアビジンとは対照的に、グリコシル化され、塩基性であり、偽触媒を持ち（ビオチンとニトロフェニル基との間のエステル結合のアルカリ加水分解を促進できる）、より高い凝集傾向を示す。また、ストレプトアビジンはより優れたビオチン複合体に対する結合体である。ビオチンは遊離のビオチンに対してストレプトアビジンよりも高い親和性を示すにもかかわらず、別の分子と共有結合させたビオチンに対してはストレプトアビジンよりも親和性が低い。ストレプトアビジンは炭水化物による修飾を受けておらず、中性に近い等電点を持つため、アビジンよりもかなり低い非特異的結合を持つ利点がある。脱グリコシル化されたアビジン（NeutrAvidin）はストレプトアビジンに近い大きさ、等電点、非特異的結合を持つ。